# 遥かなる大地へ
『遥かなる大地へ』（はるかなるだいちへ、Far and Away）は、1992年にユニバーサルが制作したアメリカ映画。監督はロン・ハワード。
当時夫婦であったトム・クルーズとニコール・キッドマンが共演した事や、映画史上初となる“パナビジョン・スーパー70mm方式”の撮影で話題に上った。

## 概要
19世紀のアメリカ・オクラホマ州で実際に起こったランドラッシュをベースに、アイルランドから夢をもってアメリカにやって来てランドレースに参加した青年の生き方を描く物語。

## ストーリー
1892年の西アイルランド。土地を持たず、地主に地代を払って農業を行う小作農民たちは、裕福な地主の横暴に怒り、抵抗運動を始めていた。小作農民たちに詰め寄られた地主の一人が銃を発砲し、ジョセフ・ドネリーの父親が被弾した。ジョセフに、「土地を持て」と言い残して亡くなる父親。
地代が払えず、家も焼き払われて、地主の殺害を決意するジョセフ。しかし、途中の居酒屋で出会った地主のクリスティーは気さくに小作農民たちと酒を飲む好人物だった。それでも銃を向けたが、オンボロすぎるライフルが暴発して負傷し、クリスティーの館で手当てを受けるジョセフ。
クリスティーの一人娘シャノンは、お上品な上流社会に嫌気がさし、アメリカで無料で配られる土地を得るために家出を計画していた。女一人では移民船に乗りにくく、ジョセフを誘うシャノン。だが、召使い扱いする高飛車なシャノンに反発して断るジョセフ。
小作農民たちを苦しめていたのは、実はクリスティー家の財務管理を務める冷酷なスティーブンだった。決闘によってジョセフを抹殺しようとするスティーブン。決闘の場から馬車でジョセフを拉致したシャノンは、そのまま家出を決行し、ジョセフと共にアメリカ行きの船に乗った。
アメリカで無料で配られる土地は、上陸地点のボストンから1000キロ旅したオクラホマ州だった。港で財産を盗まれたシャノンを「妹」と偽り、酒場での拳闘試合で稼いで、オクラホマ行きの資金を稼ぐジョセフ。
アイルランドでは、地主階級を憎む小作農民によってクリスティー邸が焼き討ちされ全焼した。土地を失ったわけではないが、娘のシャノンを追ってアメリカ行きを決意するクリスティー夫妻。
ジョセフに養われることに反発しつつも、裏で好意を寄せて行くシャノン。だが、ジョセフは大事な試合に負け、拳闘の試合から追放されてしまった。怪我をしたシャノンも、アメリカに到着した両親に保護され、引き離されるジョセフとシャノン。
各地を放浪した末に、オクラホマの土地獲得レースに辿り着くジョセフ。シャノンと両親もレース参加のために現地入りしていた。シャノンと再会したジョセフは彼女への愛を再確認し、レースに望んで、シャノンと共に好立地の土地を手に入れた。

## キャスト
| 役名                   | 俳優                   | 日本語吹替 |
| ---------------------- | ---------------------- | ---------- |
| ジョセフ・ドネリー     | トム・クルーズ         | 鈴置洋孝   |
| シャノン・クリスティ   | ニコール・キッドマン   | 土井美加   |
| スティーブン・チェイス | トーマス・ギブソン     | 谷口節     |
| ダニエル・クリスティ   | ロバート・プロスキー   | 山内雅人   |
| ノーラ・クリスティ     | バーバラ・バブコック   | 北浜晴子   |
| ケリー                 | コルム・ミーニイ       | 池田勝     |
| グレイス               | ミシェル・ジョンソン   | 小宮和枝   |
| バーク                 | ウェイン・グレイス     | 渡部猛     |
| パディ                 | ジャレッド・ハリス     | 小室正幸   |
| コルム                 | スティーヴ・オドンネル | 郷里大輔   |
| 社会的なクラブの警官   | ブレンダン・グリーソン |            |

## 評価
レビュー・アグリゲーターのRotten Tomatoesでは36件のレビューで支持率は50%、平均点は5.20/10となった。Metacriticでは19件のレビューを基に加重平均値が49/100となった。